# Stazione meteorologica di Silandro
La stazione meteorologica di Silandro (in tedesco Wetterstation Schlanders) è la stazione meteorologica di riferimento per il servizio meteorologico regionale relativa alla località di Silandro.

## Coordinate geografiche
La stazione meteorologica si trova nell'area climatica dell'Italia nord-orientale, nel Trentino-Alto Adige, in provincia di Bolzano, nel comune di Silandro, a 718 metri s.l.m. e alle coordinate geografiche 46°38′N 10°47′E.

## Dati climatologici
In base alla media trentennale di riferimento (1961-1990), la temperatura media del mese più freddo, gennaio, si attesta a +0,2 °C; quella del mese più caldo, luglio, è di +19,3 °C.
Le precipitazioni medie annue sono inferiori ai 500 mm, mediamente distribuite in 71 giorni, con un accentuato minimo invernale, stagione in cui si verificano generalmente a carattere nevoso, ed un moderato picco in estate, stagione in cui possono verificarsi frequenti temporali per il contrasto di diverse masse d'aria, favorito dalla vicinanza della catena alpina.
| Silandro            | Mesi | Mesi | Mesi | Mesi | Mesi | Mesi | Mesi | Mesi | Mesi | Mesi | Mesi | Mesi | Stagioni | Stagioni | Stagioni | Stagioni | Anno  |
| Silandro            | Gen  | Feb  | Mar  | Apr  | Mag  | Giu  | Lug  | Ago  | Set  | Ott  | Nov  | Dic  | Inv      | Pri      | Est      | Aut      | Anno  |
| ------------------- | ---- | ---- | ---- | ---- | ---- | ---- | ---- | ---- | ---- | ---- | ---- | ---- | -------- | -------- | -------- | -------- | ----- |
| T. max. media (°C)  | 4,0  | 7,0  | 11,6 | 15,0 | 19,7 | 22,6 | 25,2 | 24,3 | 20,5 | 15,6 | 8,4  | 4,1  | 5,0      | 15,4     | 24,0     | 14,8     | 14,8  |
| T. min. media (°C)  | −3,6 | −1,6 | 1,6  | 5,0  | 9,0  | 11,5 | 13,4 | 12,9 | 9,8  | 5,5  | −0,1 | −3,6 | −2,9     | 5,2      | 12,6     | 5,1      | 5,0   |
| Precipitazioni (mm) | 17,6 | 21,7 | 24,9 | 27,9 | 57,5 | 58,0 | 57,7 | 70,7 | 43,9 | 41,4 | 38,4 | 21,5 | 60,8     | 110,3    | 186,4    | 123,7    | 481,2 |
| Giorni di pioggia   | 3    | 3    | 4    | 5    | 8    | 9    | 9    | 9    | 6    | 5    | 6    | 4    | 10       | 17       | 27       | 17       | 71    |